# Strade Bianche de 2017
A 11.ª edição da Strade Bianche  disputou-se a 4 de março de 2017 sobre um percurso de 175 km com início e final na cidade de Siena, Itália.
A corrida fez parte do UCI WorldTour de 2017 pela primeira vez 1.uwT. calendário ciclístico de máximo nível mundial, sendo a quinta corrida de dito circuito. Previamente a corrida para parte da categoria 1.hc no calendário UCI Europe Tour desde 2007.
O polaco Michał Kwiatkowski do Team Sky converteu-se no segundo corredor, após Fabian Cancellara, em ganhar mais de uma edição da corrida, depois de atacar num grupo de 4 ciclistas a 15 quilómetros da meta e sendo capaz de chegar em solitário à meta. O segundo lugar foi para o belga Greg Van Avermaet (BMC Racing) a 15 segundos do ganhador, enquanto a terceira praça do pódium  foi para Tim Wellens (Lotto Soudal).

## Percorrido
A corrida começa e termina na cidade de Siena, realizados em sua totalidade no sul da província de Siena, na Toscana. A corrida é especialmente conhecido por seus caminhos de terra branca (strade bianche ou sterrati).
Quanto ao percurso da edição de 2017, mal terá diferenças nos primeiros quilómetros com respeito à prova do 2016 com o regresso da ascensão a Bagnaia, que suporá também o segundo trecho de gravilha e que levava ausente do evento italiano desde 2014.
Como dado curioso, a organização da corrida tem dedicado um trecho ao ex-ciclista Fabian Cancellara, sobre um dos trechos de gravilha mais icónicos da corrida, o que até agora era conhecido como o trecho de Monte Sante Marie de 11,5 quilómetros que terminam à falta de 43 quilómetros para a linha de meta em Siena.
Ao todo, serão 62 quilómetros os que, divididos em onze setores, estejam cobertos de gravilha (sterrati), uma percentagem realmente chamativa numa corrida que se disputa sobre uma distância total de 175 quilómetros.
A corrida termina como em anos anteriores na famosa Piazza del Campo de Siena, após uma estreita ascensão empedrada na Via Santa Caterina, no coração da cidade medieval, com trechos de até 16% de pendente.
Setores de caminhos de terra:
| Número | Nome                                  | Km    | Comprimento (m) | Categoria         |
| ------ | ------------------------------------- | ----- | --------------- | ----------------- |
| 1      | Vidritta                              | 11,4  | 2.100           | *                 |
| 2      | Bagnaia                               | 17    | 4.700           | *                 |
| 3      | Radi                                  | 27,8  | 4.400           | * · * · *         |
| 4      | Str. Commune di Murlo                 | 38,5  | 5.500           | *                 |
| 5      | Lucignano d'Asso                      | 64,7  | 11.900          | * · * · *         |
| 6      | Pieve a Salti                         | 80    | 8.000           | * · * · * · *     |
| 7      | San Martino in Grania                 | 102,2 | 9.500           | * · * · *         |
| 8      | Monte Sante Marie - Fabian Cancellara | 121   | 11.500          | * · * · * · * · * |
| 9      | Monteaperti                           | 150,2 | 800             | *                 |
| 10     | Colle Pinzuto                         | 155,6 | 2.400           | * · * · * · *     |
| 11     | Le Tolfe                              | 162   | 1.100           | * · * · *         |

## Equipas participantes
Tomaram parte na corrida 21 equipas: 18 de categoria UCI ProTeam e 3 de categoria Profissional Continental.
| Equipes WorldTeam (18)- AG2R La Mondiale - Astana - Bahrain-Merida - BMC Racing Team - Bora-Hansgrohe - Cannondale-Drapac - Dimension Data - FDJ - Katusha-Alpecin - Lotto NL-Jumbo - Lotto-Soudal - Movistar Team - Orica-Scott - Quick-Step Floors - Sky - Team Sunweb - Trek-Segafredo - UAE Team Emirates Equipes profissionais Continentais (3)- Androni Giocattoli - Bardiani CSF - Nippo-Vini Fantini |
| |

## Classificações finais
- As classificações finalizaram da seguinte forma:[5]

### Classificação geral
| \| Classificação geral \| Classificação geral \| Classificação geral \| Classificação geral \| Classificação geral \| \| Ciclista \| Ciclista \| Equipe \| Tempo \| \| \| ------------------- \| ----------------------- \| ------------------- \| ------------------- \| ------------------- \| \| 1. \| Michał Kwiatkowski \| Team Sky \| 4h42m42s \| \| \| 2. \| Greg Van Avermaet \| BMC Racing Team \| + 15s \| \| \| 3. \| Tim Wellens \| Lotto-Soudal \| + 17s \| \| \| 4. \| Zdeněk Štybar \| Quick-Step Floors \| + 23s \| \| \| 5. \| Tom Dumoulin \| Team Sunweb \| + 1m26s \| \| \| 6. \| Luke Durbridge \| Orica-Scott \| + 1m26s \| \| \| 7. \| Christopher Juul-Jensen \| Orica-Scott \| + 1m29s \| \| \| 8. \| Tiesj Benoot \| Lotto-Soudal \| + 2m20s \| \| \| 9. \| Thibaut Pinot \| FDJ \| + 2m23s \| \| \| 10. \| Scott Thwaites \| Dimension Data \| + 2m52s \| \| \| 11. \| José Gonçalves \| Katusha-Alpecin \| + 3m10s \| \| \| 12. \| Quentin Jauregui \| AG2R La Mondiale \| + 4m05s \| \| \| 13. \| Fabio Felline \| Trek-Segafredo \| + 4m05s \| \| \| 14. \| Luis León Sánchez \| Astana \| + 4m41s \| \| \| 15. \| Stefan Küng \| BMC Racing Team \| + 5m31s \| \| \| 16. \| Vegard Stake Laengen \| UAE Team Emirates \| + 5m41s \| \| \| 17. \| Gianni Moscon \| Team Sky \| + 5m55s \| \| \| 18. \| Ondřej Cink \| Bahrain-Merida \| + 6m22s \| \| \| 19. \| Edvald Boasson Hagen \| Dimension Data \| + 8m15s \| \| \| 20. \| Truls Engen Korsæth \| Astana \| + 8m15s \| \| |                         |                   |          |
| |                         |                   |          |
| Fontes: ProCyclingStats Cycling Quotient |                         |                   |          |
| Classificação geral |                         |                   |          |
| Ciclista | Ciclista                | Equipe            | Tempo    |
| 1. | Michał Kwiatkowski      | Team Sky          | 4h42m42s |
| 2. | Greg Van Avermaet       | BMC Racing Team   | + 15s    |
| 3. | Tim Wellens             | Lotto-Soudal      | + 17s    |
| 4. | Zdeněk Štybar           | Quick-Step Floors | + 23s    |
| 5. | Tom Dumoulin            | Team Sunweb       | + 1m26s  |
| 6. | Luke Durbridge          | Orica-Scott       | + 1m26s  |
| 7. | Christopher Juul-Jensen | Orica-Scott       | + 1m29s  |
| 8. | Tiesj Benoot            | Lotto-Soudal      | + 2m20s  |
| 9. | Thibaut Pinot           | FDJ               | + 2m23s  |
| 10. | Scott Thwaites          | Dimension Data    | + 2m52s  |
| 11. | José Gonçalves          | Katusha-Alpecin   | + 3m10s  |
| 12. | Quentin Jauregui        | AG2R La Mondiale  | + 4m05s  |
| 13. | Fabio Felline           | Trek-Segafredo    | + 4m05s  |
| 14. | Luis León Sánchez       | Astana            | + 4m41s  |
| 15. | Stefan Küng             | BMC Racing Team   | + 5m31s  |
| 16. | Vegard Stake Laengen    | UAE Team Emirates | + 5m41s  |
| 17. | Gianni Moscon           | Team Sky          | + 5m55s  |
| 18. | Ondřej Cink             | Bahrain-Merida    | + 6m22s  |
| 19. | Edvald Boasson Hagen    | Dimension Data    | + 8m15s  |
| 20. | Truls Engen Korsæth     | Astana            | + 8m15s  |

## UCI World Ranking
A Strade Bianche outorga pontos para o UCI WorldTour de 2017 e o UCI World Ranking, este último para corredores das equipas nas categorias UCI ProTeam, Profissional Continental e Equipas Continentais. As seguintes tabelas são o barómetro de pontuação e os corredores que obtiveram pontos:
| Posição   | 1.º | 2.º | 3.º | 4.º | 5.º | 6.º | 7.º | 8.º | 9.º | 10.º |
| Pontuação | 300 | 250 | 215 | 175 | 120 | 115 | 95  | 75  | 60  | 50   |

| 1.º  | Michał Kwiatkowski      | Sky               | 300 |
| 2.º  | Greg Van Avermaet       | BMC Racing        | 250 |
| 3.º  | Tim Wellens             | Lotto Soudal      | 215 |
| 4.º  | Zdeněk Štybar           | Quick-Step Floors | 175 |
| 5.º  | Tom Dumoulin            | Sunweb            | 120 |
| 6.º  | Luke Durbridge          | Orica-Scott       | 115 |
| 7.º  | Christopher Juul Jensen | Orica-Scott       | 95  |
| 8.º  | Tiesj Benoot            | Lotto Soudal      | 75  |
| 9.º  | Thibaut Pinot           | FDJ               | 60  |
| 10.º | Scott Thwaites          | Dimension Data    | 50  |